# Tandemflügel

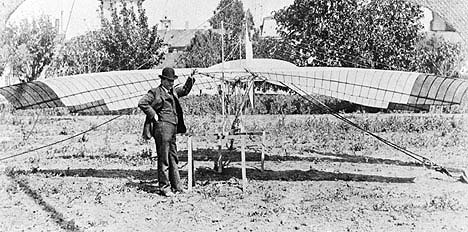
John J. Montgomery mit seinem Tandemflügel-Gleiter „Montgomery Aeroplane“ (1905)

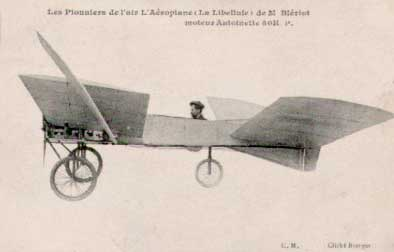
Blériot VI (1907)

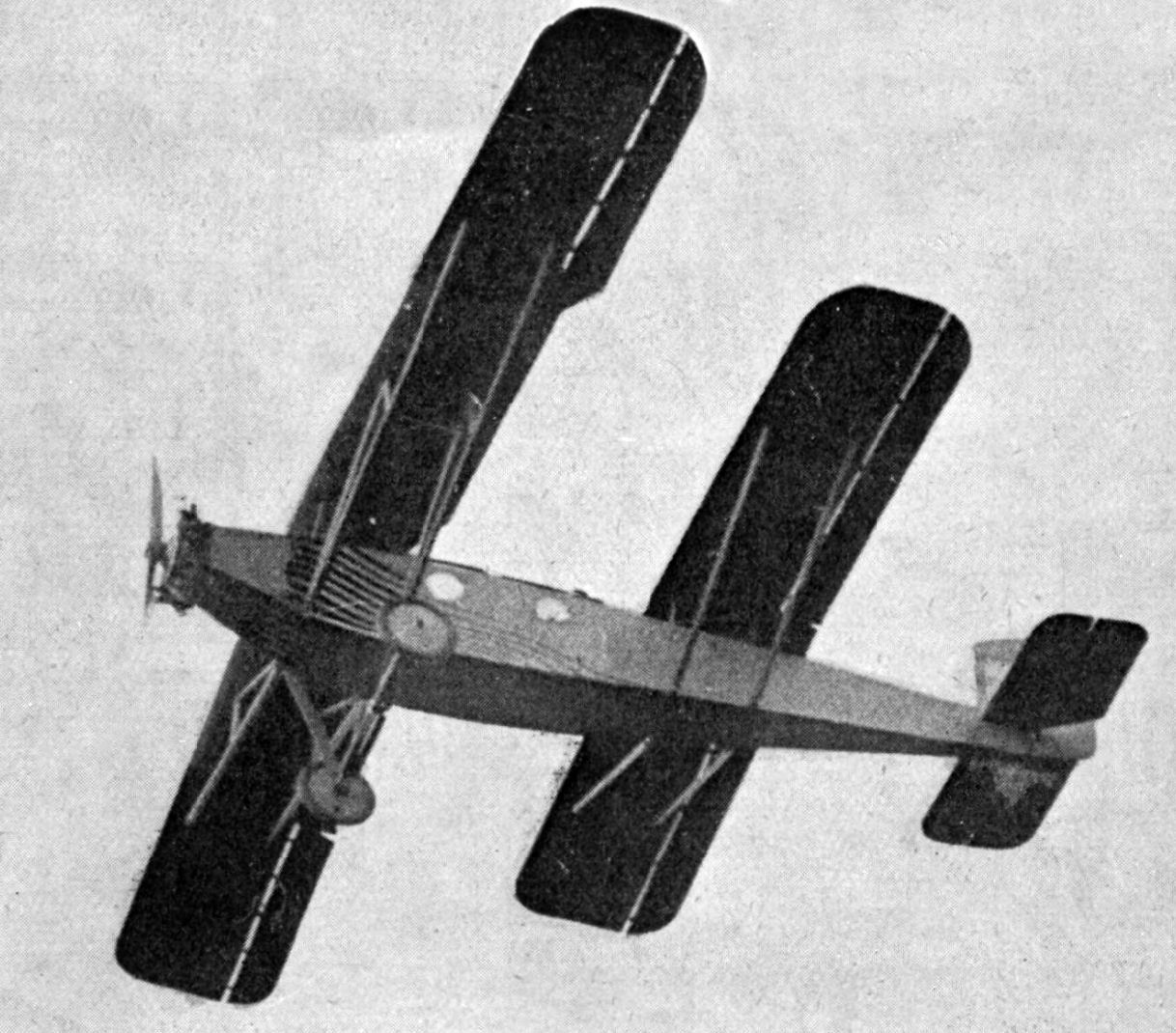
Tandemflügel-Flugzeug (Albessard Triviation, 1928)

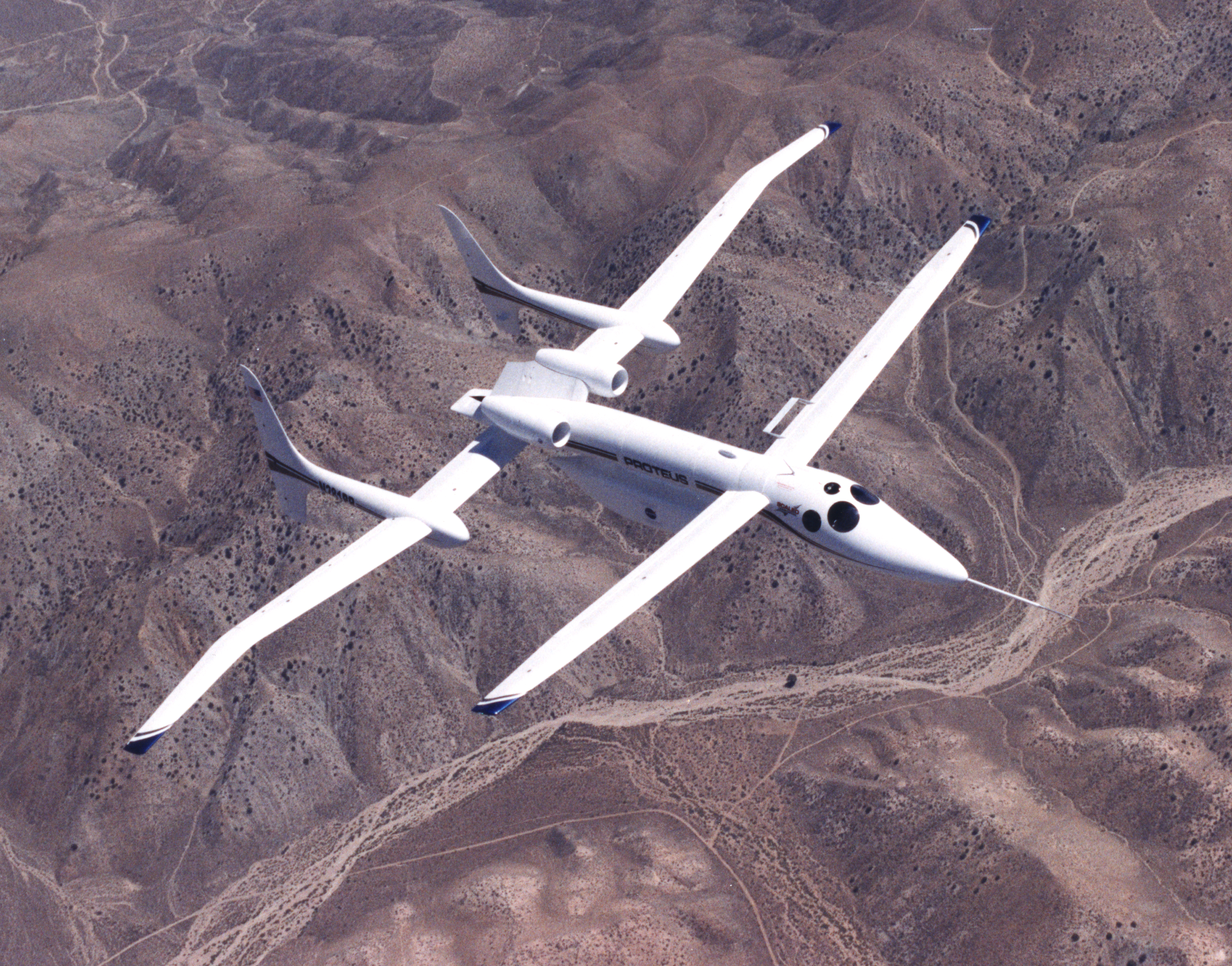
Scaled Composites Proteus im Flug (1998)

Ein Tandemflügel ist eine Anordnung von zwei ähnlich großen Tragflächen hintereinander auf jeder Seite des Rumpfs eines Flugzeugs. Diese Anordnung wurde in der Geschichte der Luftfahrt nur selten gewählt. Eines der ersten mit Maschinenkraft betriebenen Flugzeuge, die unbemannte Aërodrome No. 5 von S. Langley, die am 6. Mai 1896 ungefähr 1.200 Meter weit geflogen ist, war ein Tandemflügel-Modell.

## Funktionsweise
Eine der goldenen Regeln der Aerodynamik besagt, dass für einen stabilen Flug der vorausfliegende Teil der gesamten horizontalen Flächen einen höheren spezifischen Auftrieb liefern muss als der hinterherfliegende Teil. Darüber hinaus muss für einen stabilen Flug der Schwerpunkt des Flugzeugs vor dem aerodynamischen Neutralpunkt liegen. Dies wird beim Normalflugzeug, aber auch beim Tandem- oder Entenflugzeug durch einen höheren Anstellwinkel der jeweils vorausfliegenden Fläche bewerkstelligt.

## Vorteile

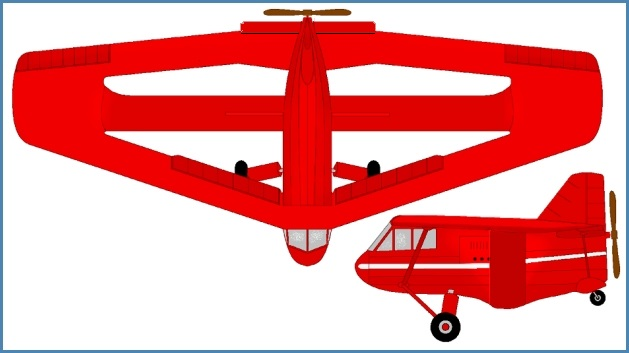
Brown SC Diamond Wing oder Potatoe Bug 1931

Beide Flügel tragen dabei zum Auftrieb bei, der Schwerpunkt liegt zwischen den tragenden Flächen. Wie beim Entenflugzeug übernimmt die vordere Tragfläche die Funktion des Höhenruders und die hintere Tragfläche – die mit geringerem Anstellwinkel fliegt – die Funktion des Querruders. Dadurch sollte das Tandemflugzeug sehr überziehfest sein und die Steuerung sollte auch bei Strömungsabriss am Vorderflügel noch voll steuerbar um die Hoch- und Längsachse sein. Nach dem Strömungsabriss am Vorderflügel senkt sich die Nase von selber und das Flugzeug fliegt wieder normal oder (falls gewünscht) im kontrollierten Sackflug. Beim Himmelsfloh (Mignet Pou-du-Ciel) wird der Anstellwinkel des Vorderflügels direkt verändert, normalerweise sind dort aber normale Ruderklappen vorhanden.

## Nachteile
Nachteil aller Enten und Tandemflugzeuge ist, dass sich die Umströmung des Vorderflügels fast immer nachteilig auf die Anströmung des hinteren Flügels auswirkt.

## Sonderformen
Eine Sonderform ist der sog Boxwing, bei dem vorderer und hinterer Flügel durch vertikale Flächen verbunden sind.
Eine andere Sonderform war der sog. Diamond-Wing. Der mit einem Menasco-Motor mit 95 PS ausgestattete Brown SC Potatoe Bug gehört zu den skurrilsten schwanzlosen Fluggeräten. Das Prinzip dieses durchbrochenen Nurflügels könnte genau so gut in die Kategorie der Tandem-Flugzeuge passen. Die drei Segmente der Tragflächen liefen zum Randbogen hin zusammen. Der mittlere Flügel verlief mit starker V-Form von der Rumpfunterseite zum Randbogen, während hinterer und vorderer Flügel in einer Ebene waren. Die Höhenruder befanden sich am Innenteil des vordersten Segmentes, die Querruder „normal“ am Flügelaußensegment, die Funktion der Klappen am Innenteil des hinteren Segmentes ist unklar.

## Beispiele
- Langley Aerodrome – 1896
- Montgomery Aeroplane – 1904
- Blériot VI – 1907
- Miles M.35 Libellula und Miles M.39B Libellula – 1940er
- Westland P.12 Lysander Delanne
- Frebel F 5 Aeolus – 1978
- Rutan Quickie – 1978
- Viking Dragonfly – 1980
- Scaled Composites Proteus – 1998
- Mignet Pou-du-Ciel
- Sunny Ulraleichtflugzeug